# Maria Hanowerska (1722–1772)
Maria Hanowerska (ur. 5 sierpnia 1722 w Londynie; zm. 14 stycznia 1772 w Hanau) – księżniczka Wielkiej Brytanii.

## Życiorys
Urodziła się jako córka Jerzego, księcia Walii (późniejszego króla), i Karoliny z Ansbachu, córki Jana Fryderyka, margrabiego Brandenburg-Ansbach. W chwili urodzenia otrzymała tytuł: Jej Królewska Wysokość, Księżniczka Walii Maria. 11 czerwca 1727 roku, kiedy jej ojciec wstąpił na tron jako Jerzy II, zaczęto ją tytułować: Jej Królewska Wysokość, Księżniczka Maria.

### Małżeństwo
28 czerwca 1740 w Kassel, księżniczka Maria poślubiła Fryderyka Hessen-Kassel. Od 1754 para była w separacji, ale doczekała się wcześniej czterech synów, z których pierworodny nie dożył wieku dorosłego.
W 1760 mąż Marii odziedziczył po swoim ojcu Hesse-Kassel, a Maria pomimo rozłączenia małżonków, przez następne dwanaście lat swojego życia była landgrafiną. Zmarła w wieku 48 lat w niemieckim Hanau.

## Dzieci
- Wilhelm (1741–1742)
- Wilhelm I Hessen-Kassel (1743–1821), mąż Wilhelminy Karoliny Duńskiej,
- Karol Hessen-Kassel (1744–1836), mąż Ludwiki Duńskiej,
- Fryderyk Hessen-Kassel (1747–1837), mąż Karoliny Nassau-Usingen.